# Ptolemeu (fill d'Èumenes)
Ptolemeu (en grec antic Πτολεμαῖος) fill d'Èumenes era un oficial egipci al servei del rei Ptolemeu V Epífanes que l'any 197 aC va comandar les tropes encarregades d'arrestar al famós general Escopes, heroi de la guerra amb Síria, que havia intentat una revolta. El va agafar per sorpresa, el va portar a judici on el van condemnar a mort i després va ser executat, segons diu Polibi.